# 塞卡什鄉
45°53′N 21°49′E / 45.883°N 21.817°E
塞卡什鄉（羅馬尼亞語：Comuna Secaș, Timiș），是羅馬尼亞的鄉份，位於該國西部，由蒂米什縣負責管轄，面積50平方公里，海拔高度160米，2002年人口297，人口密度每平方公里6人。